# Iwan Wyschnegradsky
Iwan Alexandrowitsch Wyschnegradsky (* 2. Maijul. / 14. Mai 1893greg. in Sankt Petersburg; † 29. September 1979 in Paris) war ein russischer Komponist, der gut zwei Drittel seines Lebens in Frankreich verbrachte, und einer der Pioniere der mikrotonalen Musik.

## Leben
Wyschnegradsky war Sohn eines Bankiers. Sein Großvater Iwan Alexejewitsch Wyschnegradski war ein bekannter Mathematiker und von 1888 bis 1892 Finanzminister. Nach anfänglichem Studium der Rechtswissenschaften wechselte Wyschnegradsky im Alter von 17 Jahren an das Sankt Petersburger Konservatorium, wo er von 1911 bis 1914 bei Nikolai Sokolow studierte. Dort wurde er mit dem Werk Skrjabins bekannt, das starken Einfluss auf ihn ausübte. In den Jahren 1916 und 1917 entstand das Oratorium La Journée de l'Existence auf einen eigenen Text, in dem am Schluss ein 12-töniger Cluster über fünf Oktaven erklingt. Aus den Vorstellungen eines „Klangkontinuums“, die Wyschnegradsky in den folgenden Jahren und Jahrzehnten entwickelte, entstanden zahlreiche Kompositionen unter Verwendung von Mikrointervallen und ultrachromatischen Systemen, die jedoch in der Musikwelt erst gegen Ende seines Lebens größere Aufmerksamkeit fanden.
1920 emigrierte Wyschnegradsky nach Paris. 1922 reiste er nach Berlin, um dort andere Komponisten zu treffen, die sich mit Vierteltönen beschäftigten: Richard Stein, Alois Hába, Willy von Möllendorff und Jörg Mager. Pläne, gemeinsam mit Hába ein Vierteltonklavier zu konstruieren, schlugen fehl; teils aus technischen Gründen, teils aufgrund von Visumproblemen, die ihn zur Rückkehr nach Paris zwangen. In Paris heiratete er 1923 die Künstlerin Hélène Benois.
Nachdem auch in der Folgezeit Konstruktionsversuche eines Vierteltonklaviers nicht zu befriedigend spielbaren Lösungen führten (Wyschnegradsky ließ sich 1930 bei der Fa. Förster einen dreimanualigen Flügel bauen), entschied sich Wyschnegradsky 1936, seine bisherigen Kompositionen – auch inzwischen entstandene vierteltönige Orchesterwerke, die damals als unausführbar galten – für mehrere im jeweiligen Abstand gestimmte Klaviere umzuarbeiten (z. B. zwei Klaviere im Vierteltonabstand, drei Klaviere im Sechsteltonabstand).
Am 25. Januar 1937 wurde erstmals ein Konzert gegeben, das Festival de musique à quarts de ton, welches ganz seiner Musik gewidmet war. Bei dieser Gelegenheit wurden einige seiner Werke mit Besetzungen für 2 oder 4 Klaviere im Vierteltonabstand uraufgeführt; die Komponisten Charles Koechlin und Olivier Messiaen wurden durch dieses Konzert auf ihn aufmerksam. Der Plan, jedes Jahr ein solches Konzert zu geben, wurde schließlich durch den Zweiten Weltkrieg unterbrochen.
Nach dem Zweiten Weltkrieg musste Wyschnegradsky für 3 Jahre in ein Sanatorium, um eine Tuberkulose auszukurieren und geriet in eine Schaffenskrise. Unter anderem der junge Olivier Messiaen ermutigte ihn jedoch, mit seiner Arbeit fortzufahren. An einer Aufführung des Deuxième fragment symphonique in einer Fassung für vier Klaviere 1951 wirkte auch der junge Pierre Boulez mit.
1977 veranstaltete Radio France ein großes Konzert mit Wyschnegradskys Musik. Einer Einladung des DAAD als „Composer in Residence“ nach Berlin konnte er aus gesundheitlichen Gründen nicht mehr nachkommen.

## Werk
Wyschnegradsky schrieb überwiegend (auch aus ausführungspraktischen Gründen) kammermusikalisch besetzte Werke, insbesondere für zwei im Vierteltonabstand gestimmte Klaviere; weiterhin mehrere Werke für drei im Sechsteltonabstand gestimmte Klaviere, sowie Arc-en-Ciel op. 37 für sechs Klaviere im Zwölfteltonabstand. Dieses Stück wurde zum Beispiel im Jahre 2010 bei den Donaueschinger Musiktagen aufgeführt.
Außerdem schrieb er zwei Streichquartette in Vierteltönen (op. 13, 1923–24 sowie op. 18, 1930–31), ferner ein weiteres Streichquartett in konventioneller Stimmung (op. 38, 1945/59) und ein unvollendetes, einsätziges Streichtrio in Vierteltönen (op. 53, 1978).
Wyschnegradsky verfasste ferner ein Handbuch der Vierteltonharmonik (Manual d'Harmonie à Quarts de Ton, Paris 1932) sowie Aufsätze zum Thema Ultrachromatik.

### Kompositionen nach Gattung
- Bühnenwerke
  - Acté Choréographique op. 27 – nach einem eigenen Text für einen Solisten, gemischten Chor, vier Klaviere und Schlaginstrumente (Vierteltonkomposition), 1937–46
  - L'Éternel Étranger op. 50 – nach einem eigenen Text für einen Solisten, gemischten Chor, vier Klaviere und Schlaginstrumente (Vierteltonkomposition), 1939–68
- Orchesterwerke
  - Trauermarsch op. 9 – für Streicher und Harfen (Vierteltonkomposition), 1922
  - Fünf Variationen ohne Thema und Schluß op. 34 – (Vierteltonkomposition), 1952
- Kammermusik
  - Chant douloureux et étude op. 6 – für Violine und Klavier (in der Violinstimme Drittel-, Viertel-, Sechstel- und Achteltöne), 1918, 5´
  - Méditation sur 2 thèmes de la Journèe de l'Existence op. 7 – für Violoncello und Klavier (in der Violoncellostimme Drittel-, Viertel-, Sechstel- und Achteltöne), 1958
  - Chant nocturne op. 11 – für Violine und 2 im Vierteltonabstand gestimmte Klaviere (in der Violinstimme Drittel-, Viertel-, Sechstel- und Achteltöne), 1921 (umgearbeitet 1971)
  - Streichquartett Nr. 1 op. 13 - 1924
  - Präludium und Fuge über das Lied „Das rote Evangelium“ op. 15 – für Streichquartett (Vierteltonkomposition), 1927
  - Streichquartett Nr. 2 op. 18 – (Vierteltonkomposition), 1930/31
  - Sonate in einem Satz op. 34 – für Viola und zwei Klaviere (Vierteltonkomposition), 1934
  - Streichquartett Nr. 3 op. 38b – 1945–58
  - Composition op. 43 – für Streichquartett (Vierteltonkomposition), 1960
  - Streichtrio op. 53 – (Vierteltonkomposition), 1978/79
- Klavierwerke
  - Klavier zu 2 Händen
    - Zwei Präludien op. 2 - 1917
    - Fünf Fragmente op. 5 – für Klavier in Halb- und Vierteltönen, 1918
    - Étude sur le Carré magique sonore op. 40 - 1956
    - Zwei Präludien op. 41 - 1956
    - Zwei Stücke op. 44 – für das Mikrointervall-Klavier von Julián Carrillo, 1959
    - Präludium und Etüde op. 48 – für das Mikrointervall-Klavier von Julián Carrillo, 1966
    - Intégrations op. 49 - 1966/67

  - Werke für 2 und mehr Klaviere
    - Sechs Variationen über die Note DO op. 10 – für zwei Klaviere (Vierteltonkomposition), 1918/20
    - Präludium und Tanz op. 16 – für zwei Klavier (Vierteltonkomposition), 1928
    - Also sprach Zarathustra op. 17 – Sinfonie für vier Klaviere (Vierteltonkomposition), 1929/30
    - Zwei Konzert-Etüden op. 19 – für 2 Klaviere (Vierteltonkomposition), 1932
    - Etüde in Form eines Scherzo op. 20 – für 2 Klavier (Vierteltonkomposition), 1932
    - Präludium und Fuge op. 21 – für 2 Klaviere (Vierteltonkomposition), 1933
    - 24 Préludes dans tous les Tons de l'Echelle chromatique diatonisée à 13 Sons op. 22 – für 2 Klaviere (Vierteltonkomposition), 1934 (umgearbeitet 1958/60)
    - Sinfonisches Fragment Nr. 1 op. 23 – für 4 Klaviere (Vierteltonkomposition), 1934
    - Sinfonisches Fragment Nr. 2 op. 24 – für 4 Klaviere (Vierteltonkomposition), 1937
    - Kosmos op. 28 – für 4 Klaviere (Vierteltonkomposition), 1939/40
    - Präludium und Fuge op. 30 – für 3 Klaviere (Sechsteltonkomposition), 1945
    - Sinfonisches Fragment Nr. 3 op. 31 – für 4 Klaviere (Vierteltonkomposition), 1946
    - Zwei Fugen op. 32 – für 2 Klaviere (Vierteltonkomposition), 1951
    - Arc-en-ciel op. 37 – für sechs Klaviere (Zwölftelton-Komposition), 1959
    - Sinfonisches Fragment Nr. 4 op. 38 – für 4 Klaviere (Vierteltonkomposition), 1956
    - Étude sur les Mouvements rotatoires op. 45 – für 2 Klaviere zu je vier Händen (Vierteltonkomposition), 1961
    - Zwei Kompositionen op. 46 – für 3 Klaviere (Viertel- und Sechsteltonkomposition), 1961
    - Transparences II op. 47 – für Ondes Martenot und zwei Klaviere (Vierteltonkomposition), 1963
    - Intégrations op. 49 – für zwei Klaviere (Vierteltonkomposition), 1967
    - Dialogue à Trois op. 51 – für drei Klaviere im Sechteltonabstand, 1974
- Orgelwerke
  - Étude tricesimoprimal op. 42 – für die Orgel von Adrian Fokker in einunddreißigstel Tonabständen, 1959
- Vokalinstrumentale Werke
  - Singstimme und/oder Chor und Orchester
    - Tag des Daseins op. 1 (La Journée de l'Existence) – Oratorium nach einem eigenen Text für Sprecher, Chor ad lib. und großes Orchester, 1916/17, umgearbeitet 1927 und 1939/40
- Lieder
  - L'Automne op. 1 – für Baß-Bariton nach Nietzsche, 1917
  - Le Soleil décline op. 3 – für Baß-Bariton nach Nietzsche, 1917/18
  - Le scintillement lointain des étoiles op. 4 – für Sopran nach Sophie Savitch-Wyschnegradsky, 1918
  - Das rote Evangelium op. 8 (L'évangile rouge) – für Baß-Bariton und Klavier nach Knaizeff, 1918/20
  - Drei Lieder op. 11 – nach Nietzsche für Baß-Bariton und zwei Klaviere (Vierteltonkomposition), 1923
  - Linnite op. 25 – Mimodrama nach einem Märchen von Sophie Savitch-Wyschnegradsky für drei Frauenstimmen und vier Klavier (Vierteltonkomposition), 1937
  - An Richard Wagner op. 26 – nach Nietsche für Baß-Bariton und zwei Klaviere (Vierteltonkomposition), 1934
  - Zwei russische Lieder op. 29 – für Baß-Bariton und zwei Klavier (Vierteltonkomposition), 1940
- Vokalwerke
  - Zwei Chöre op. 14 – nach Pomorski für gemischten Chor und vier Klaviere (Vierteltonkomposition), 1926
- Transkriptionen
  - Sinfonisches Fragment Nr. 1 op. 23 – für Orchester, 1967
  - Etude sur les Mouvements rotatoires op. 45 – instrumentiert für Kammerorchester, 1965